# Дельвеккьо, Алекс
Алекса́ндр Пи́тер (А́лекс) Дельве́ккьо (встречается также написание Дельве́ккио; англ. Alexander Peter Delvecchio; 4 декабря 1931, Форт-Уильям, Онтарио — 1 июля 2025, Рочестер, Мичиган) — канадский хоккеист и тренер. Выступал на позициях центрального и крайнего нападающего. Трехкратный обладатель Кубка Стэнли. Входит в Список 100 величайших игроков НХЛ. Обладатель третьих результатов в истории «Детройта» по числу матчей, набранных очков, шайб и передач. В 1991 году его номер «10» был выведен «Детройтом» из обращения.

## Карьера
Начал карьеру в НХЛ в хоккейной лиге Онтарио, в которой набрал 121 очко (49+72) в 54 матчах, после чего был приглашён в «Детройт». В преддверии плей-офф отыграл один матч и был отправлен в АХЛ до конца сезона. Сезон 1951/52 начал в «Индианаполис Кэпиталз» в АХЛ, но вскоре был вызван в «Детройт Ред Уингз», где стал играть в центре третьей тройки нападения с Метро Приста и Джонни Уилсоном. В первом же сезоне стал обладателем Кубка Стэнли, набрав 0+3 в матчах плей-офф.
На следующий год занял место Сида Абеля в знаменитом «Конвейере» («Продакшн-лайн») Детройта. Так образовалась «Продакшн-лайн-2»: Хоу — Дельвеккьо — Линдсей. По итогам сезона попал во второй состав символической сборной «Всех звёзд». В сезоне 1952/53 форвард впервые сыграл в матче всех звёзд НХЛ. Всего на его счету 13 участий (седьмой результат в истории).
Дельвеккьо помог «Детройту» выиграть Кубок Стэнли в 1954 и в 1955 годах — оба раза у «Монреаль Канадиенс» в седьмой игре финальной серии. В плей-офф 1955 года набрал 15 (7+8) очков.
В сезоне 1956/57 пропустил 22 игры из-за травмы лодыжки. Сезон 1958/59 начал на левом фланге атаки в тройке Норма Ульмана вместе с Хоу. В этом же сезоне Дельвеккьо завоевал первый из своих трёх «Леди Бинг Трофи». В 1962 году Дельвеккьо выбрали капитаном «Детройта». Этот пост он занимал больше десяти лет, до окончания карьеры в 1974 году.
В сезоне 1968/69 тройка Хоу — Дельвеккьо — Маховлич забросила 118 шайб и побила рекорд звена «Монреаля» Тоу Блейк — Элмер Лэк — Морис Ришар (105 шайб в сезоне сезоне 1944/45).
Игровой спад Дельвеккьо пришёлся на конец 1960-х. Начались голевые «засухи»: свою первую шайбу в сезоне 1969/70 он забросил только в 33-м матче чемпионата — это случилось 31 декабря 1969 года, когда Алекс дважды поразил ворота «Бостон Брюинз». Правда, за две недели до этого, 16 декабря 1969 года, Дельвеккьо стал третьим хоккеистом лиги, набравшим 1000 очков в регулярных чемпионатах НХЛ. Ранее до этой отметки добирались Горди Хоу и Жан Беливо.
Завершил карьеру по ходу сезона 1973/74. На тот момент Дельвеккьо занимал первое место по матчам среди игроков, проведших всю карьеру в одном клубе — 1549. Лишь в 2012 году его достижение побил защитник «Детройта» Никлас Лидстрём, который сыграл за «Ред Уингз» 1564 раза. Немного до результата Дельвеккьо не добрался ещё один нападающий и капитан «Детройта» Стив Айзерман (1514).
В ноябре 1973 года впервые возглавил «Ред Уингз», сменив на должности Теда Гарвина. С мая 1974 года тренерскую работу совмещал с должностью генерального менеджера клуба. За четыре сезона его работы с 1973 по 1977 команда ни разу не пробилась в плей-офф. После этого Дельвеккьо занялся бизнесом.
В сезоне 1976/77 Алекс Дельвеккьо был избран в Зал хоккейной славы. В ноябре 1991 его 10-й игровой номер был выведен «Детройтом» из обращения.
Скончался 1 июля 2025 года в возрасте 93 лет у себя дома в Рочестере, штат Мичиган.

## Достижения

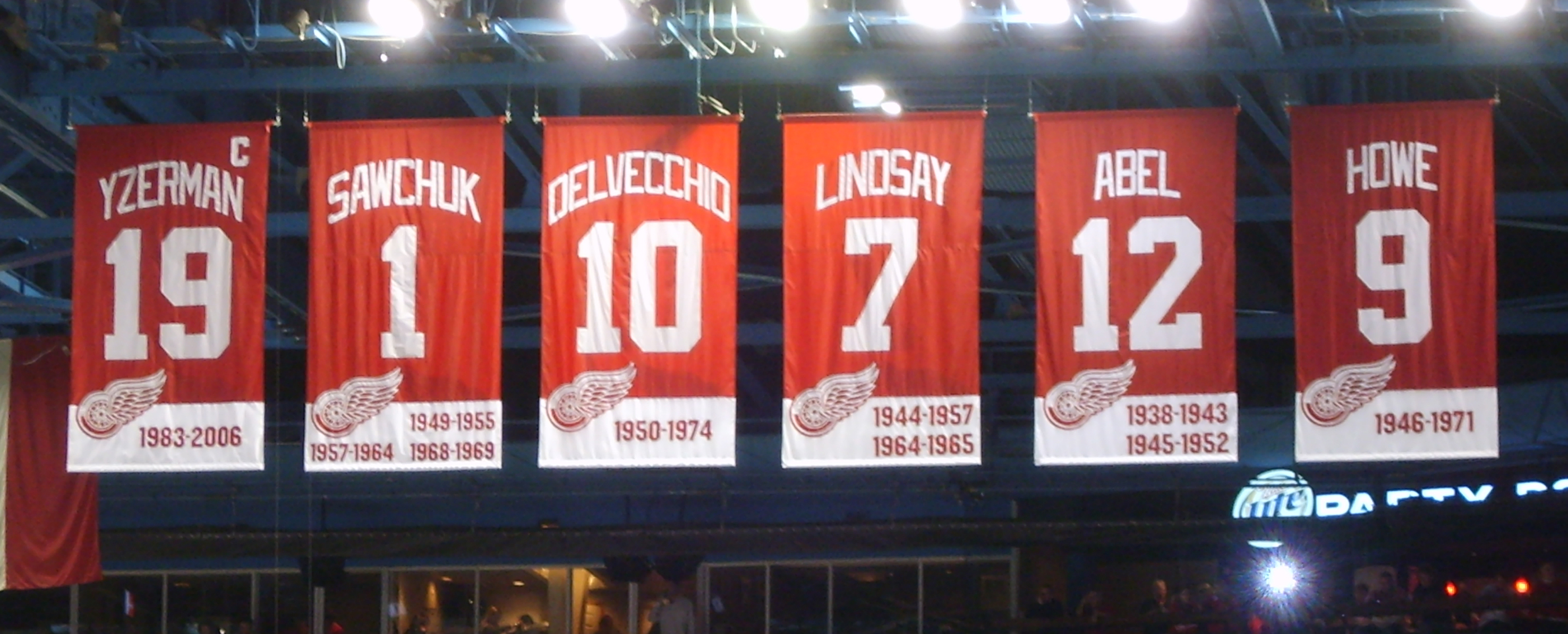
Свитер Алекса Дельвеккьо (№ 10) под сводами «Джо Луис Арены»

- За карьеру забросил 456 шайб и набрал 1 281 очко
- Кубок Стэнли — 1952, 1954 и 1955
- Финалист Кубка Стэнли — 1956, 1961, 1963, 1964 и 1966
- 13 участий в матчах Всех звёзд НХЛ: 1953—1959, 1961—1965 и 1967 (седьмой результат в истории).
- В матчах Всех звёзд НХЛ набрал 27 очков (восьмой результат в истории).
- Входил во второй состав Всех звёзд НХЛ — в 1953 (как центральный нападающий) и в 1959 (как левый крайний).
- Третьи места в истории «Детройта» по числу матчей, набранных очков, шайб и передач.

## Награды
- Леди Бинг Трофи — 1959, 1966, 1969
- Лестер Патрик Трофи — 1974

## Статистика
| Легенда | Легенда                    | Легенда | Легенда                   | Легенда | Легенда    |
| ------- | -------------------------- | ------- | ------------------------- | ------- | ---------- |
| И       | Количество проведённых игр | Штр     | Штрафное время            | +/−     | Плюс-минус |
| Г       | Голы                       | П       | Голевые передачи          | О       | Очки       |
| -       | Статистика неизвестна      | —       | Статистика не учитывалась |         |            |

- * Годы побед в Кубке Стэнли